# Josip Crnković (športski dužnosnik)
Josip Crnković (Majdan, 1930. − Split, 29. prosinca 2015.), hrvatski športski dužnosnik

## Životopis
Rodio se je u Majdanu 1930. godine. Poslije drugoga svjetskog rata pripadao skupini osoba koje su obnovile nogomet u Mravincima. Višegodišnji predsjednik Sloge iz Mravinaca u poslijeratnim godinama kad je klub činio prve korake, od 1949. do 1955. godine. 1980-ih godina obnašao je dužnost predsjednika Samoupravne interesne zajednice fizičke kulture splitske općine. Predsjedavao 1980-ih splitskim POŠK-om u zlatnom razdoblju ovog splitskog vaterpolskog kluba. Mnogo pridonio organizaciji Radničkih sportskih igara, športskog natjecanja gdje su solinski cementaši ostvarivali odlične rezultate.
Više godina obnašao dužnost direktora tvornice cementa 10. kolovoz u Majdanu. Umro je u Splitu 2015., a pokopan na Novom solinskom groblju.